# Thyella serrata
Thyella serrata là một loài thực vật có hoa trong họ Bìm bìm. Loài này được (Choisy) House miêu tả khoa học đầu tiên năm 1906.